# انتخابات الرئاسة البولندية 1990
انتخابات الرئاسة البولندية 1990 هي الانتخابات الرئاسية التي جرت في 1990، لانتخاب رئيس بولندا.، فاز بالانتخابات ليخ فاونسا.

## معرض صور

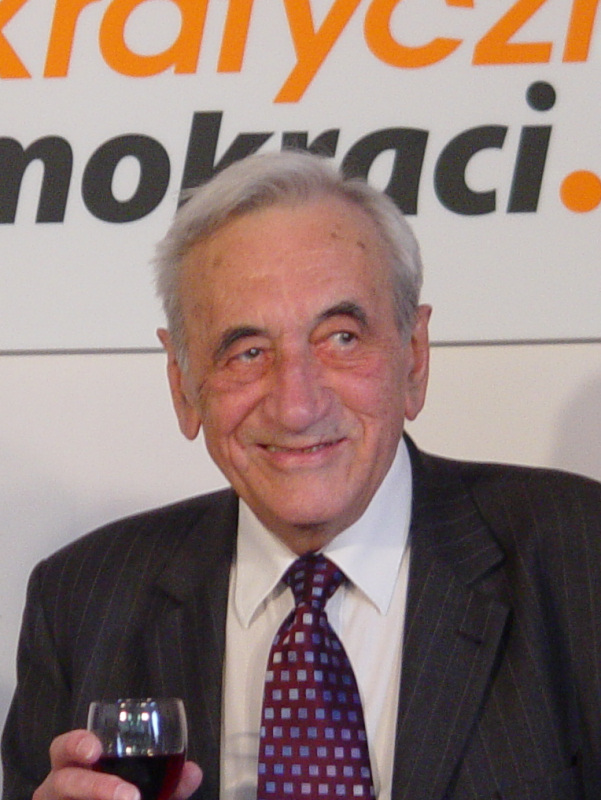
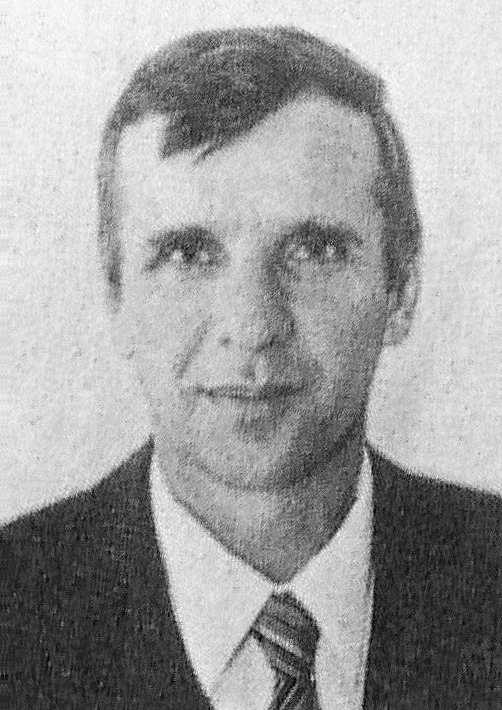
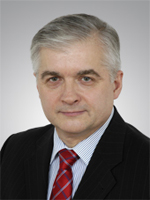
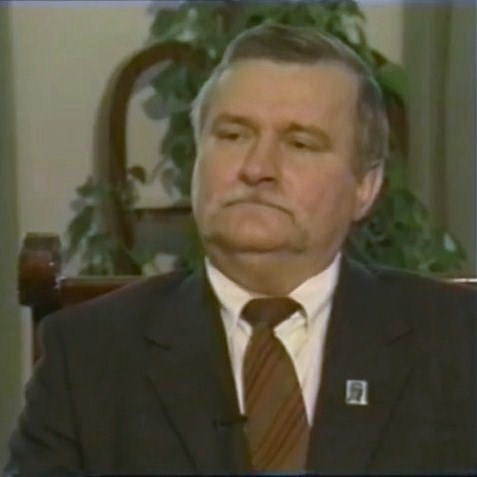
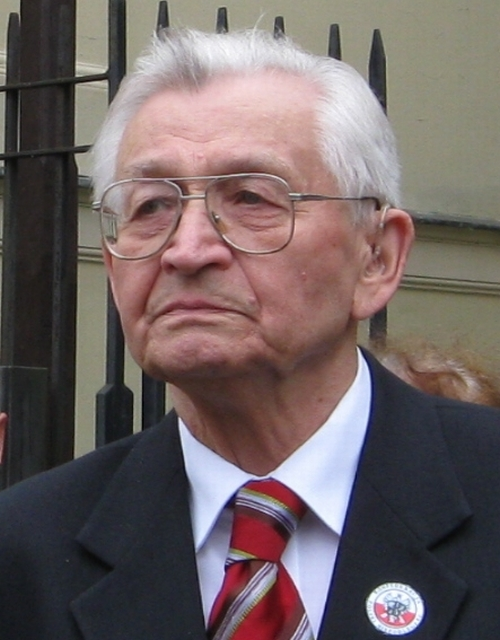
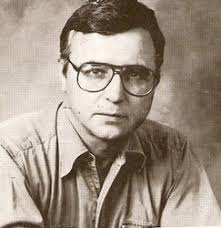

## المرشحين
| المرشح     | الحزب | عدد الأصوات |
| ---------- | ----- | ----------- |
| ليخ فاونسا |       |             |